# KBSハーバーRadio
『KBSハーバーRadio』（ケービーエスハーバーラジオ）とは、1998年4月から1999年9月30日まで、月曜から木曜の夕方4時から4時45分にKBS京都ラジオの大津市浜大津港前の再開発ビル「明日都浜大津」内のサテライトスタジオから生放送されたリクエスト番組。

## パーソナリティー
- 水谷加奈子：1998年4月 - 同年9月30日
- 早川真紀：1998年10月1日 - 1999年9月30日

## 番組内のコーナー
- リクエスト
  - FAXとスタジオ前のリクエストボックス・はがきで
- かたつむり交通安全
- シネマMAX(木曜日)
- 交通情報
- 滋賀県だより(滋賀県)

## 最終週の逸話
早川真紀が『ハーバーRadio』が9月末で放送終了を放送で発表する前、1999年の9月23日木曜に『京都大好きラジオ』で立原啓裕が「今月一杯でアシスタントの中山千香子さんが卒業します。後任は早川真紀さんが来てくれる事になっています」と放送で言ってしまい、27日の『ハーバーRadio』には「辞めないで」「大好きラジオに、行ってもがんばってください」「1週間に4日聞けたのに、木曜日しか真紀さんの声が聞こえなくなる」などのFAXが多数届き、「何で、みなさんご存知なんですか？先週末から、どのタイミングで発表しようかと考えていたのに…」と、早川が考えていたプランがボツになってしまった。